# Gaspar de Haro y Fernández de Córdoba
Gaspar de Haro y Guzmán o Gaspar Méndez de Haro, VII marqués del Carpio y de Eliche (1 de junio de 1629-Nápoles, 1687), fue un noble, diplomático y político español.

## Biografía

### Primeros años
Hijo de don Luis de Haro, «primer y principal ministro» del rey Felipe IV, y de Catalina Fernández de Córdoba, comenzó su carrera política como montero mayor y alcalde del Buen Retiro, la Zarzuela y Valsaín. En 1662 fue acusado de atentar contra la vida del rey. Sentenciado a diez años de destierro, prefirió marchar a la guerra contra Portugal que cumplirlos, pero fue apresado en la batalla de Ameixial (8 de junio de 1663) y mantenido preso en Lisboa durante los siguientes cinco años. En 1668, aún en el presidio portugués, fue designado plenipotenciario de la reina Mariana de Austria para la firma de la paz con Portugal, regresando después a Madrid. Fue rehabilitado y nombrado embajador en Roma a finales de 1671, pero no va desplazarse a su destino hasta 1677 demorando su salida con toda clase de pretextos con la esperanza de obtener el valimiento. Solo cuando don Juan José de Austria se hace cargo del gobierno, al ver fallidas sus esperanzas, se pone en camino.

### Embajada en Roma
El marqués del Carpio llegó a Roma el 13 de marzo de 1677. Para satisfacer el deseo del papa de verlo cuanto antes y aconsejado por los cardenales españoles, hizo su solemne entrada pocos días más tarde, yendo a besar el pie de Su Santidad. Era este el austero Benedetto Odescalchi, que subió al solio pontificio el 21 de septiembre de 1676 con el nombre de Inocencio XI. Pronto surgieron desavenencias con el pontífice a causa de cuestiones jurisdiccionales referentes a los límites del «barrio español» de Roma, es decir, el conjunto de calles que rodeaban el Palazzo di Spagna, sede de la embajada española ante la Santa Sede y sobre los que el embajador podía ejercer su inmunidad, además de obtener beneficios económicos como, por ejemplo, mercancías exentas de impuestos.

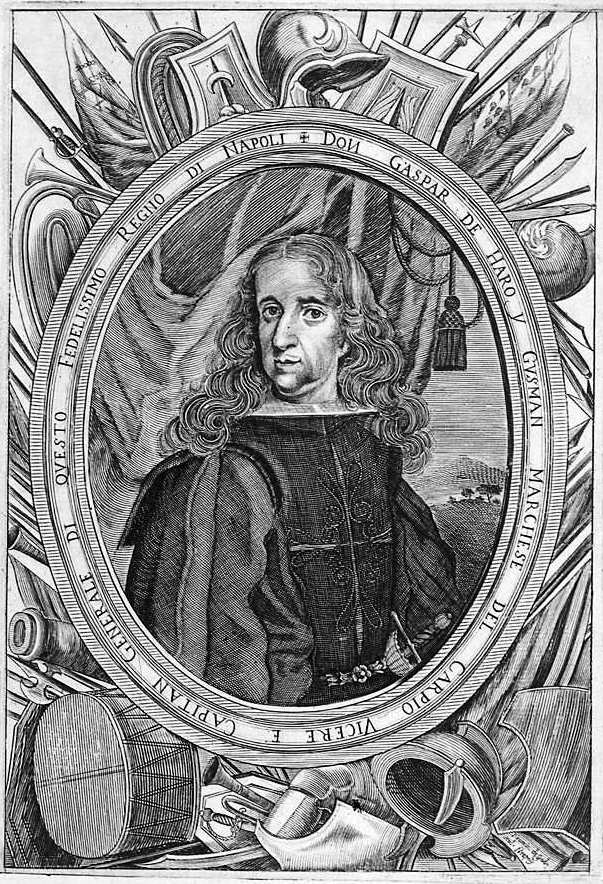
Gaspar de Haro en un grabado del (Biblioteca Nacional de España).

El marqués de Carpio al poco de hacerse cargo de la embajada consiguió ampliar el barrio a las calles de la Croce, Belsiana, Gambero, Piazza San Silvestro, Pozzeto, Bufalo, San Andrea delle Fratte, Capo de Case, Gregoriana, Trinità dei Monti y la rampa de San Sebastianello. En 1678 el embajador podía vanagloriarse de controlar una zona que, además del palacio, incluía 850 casas y 206 tiendas, como se describe en la Memoria de la largueza y anchura que el quartel de España tiene, en el que se especifican las calles, plazas, iglesias, conventos, colegios, casas y tiendas, comprendiendo en su demarcación también el convento de la Trinidad del Monte de la orden de san Francisco de Paula de la nación francesa.
A todo esto hay que sumar dos hechos más que hicieron que sus relaciones con el papa fueran cada vez más tirantes. En primer lugar, al comienzo de su embajada el marqués mandó construir suntuosas carrozas y encargó ricos trajes para sus criados por un importe de 60 000 escudos, pretendiendo que la Cámara Apostólica le abonase el 12 %, es decir, 7200 escudos, cifra exorbitante en comparación con las pagadas a sus predecesores.
En segundo lugar, la situación se agravó aún más a finales de agosto de ese mismo año de 1677 a causa de una leva forzosa de soldados para mandarlos en auxilio de Mesina (Sicilia), que con el apoyo francés se había alzado contra el gobierno español.
Mucho más cordiales fueron las relaciones del marqués con quien, en teoría, debía ser su principal adversario, el embajador de Francia, César d'Estrées, pues debe recordarse que la Paz de Nimega, que marcaba la paz entre los dos reinos tras años de guerra, no se firmó hasta el 5 de febrero de 1679, es decir, dos años después de la llegada de Carpio a Roma.
Por lo que respecta a la corte de Madrid, Carlos II apoyó la defensa del barrio en contra de Inocencio XI solo por mantener el principio de igualdad entre las Coronas, «pues sería monstruosidad ver en Roma otros embajadores con cuartel, y al de S.M. sin él», pero en otras ocasiones la corte pidió moderación a su representante, ya que se creía perjudicial para los intereses de España irritar al papa con pretensiones consideradas secundarias ya que estas implicaban, además, el reconocimiento de análogos privilegios al nuncio en Madrid. Entre finales de 1681 y comienzos de 1682, el papa presionó a Carlos II, recurriendo incluso a la amenaza de la excomunión, para que obligase a su embajador a la renuncia.
Para evitar que la situación degenerase, en septiembre de 1682 el rey nombró virrey de Nápoles al marqués del Carpio. Este partió de Roma el 2 de enero de 1683 dejando la embajada en manos de su agente Bernaldo de Quirós. Tras la marcha del embajador, el 6 de enero de 1683 los esbirros pontificios ocuparon el barrio español.

### Virrey de Nápoles
Carpio llegó a la ciudad partenopea a comienzos de 1683. En la gestión del gobierno de Nápoles utilizó los mismos instrumentos que había puesto en práctica en Roma para el gobierno y control del «barrio español», es decir, un extremo rigor y firmeza, e incluso prepotencia, y al mismo tiempo una gran liberalidad y munificencia en los espectáculos y la cultura.
En esta ciudad murió en 1687, terminando sus días como uno de los virreyes de Nápoles más importantes y estimados.

## Mecenas

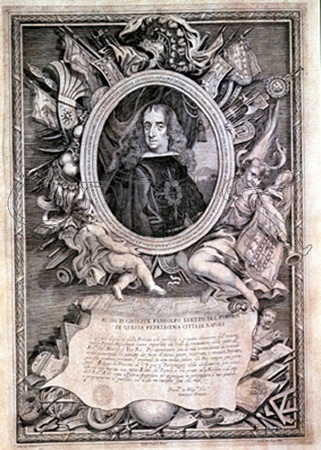
El marqués del Carpio en un grabado de finales del (Biblioteca Nacional de España).

Don Gaspar es, sobre todo, recordado por ser un gran mecenas y un refinado hombre de cultura.
El marqués era hijo del también coleccionista Luis de Haro y de él heredó un gran repertorio de pinturas que fue ampliando progresivamente con obras de gran calidad. De todas ellas destaca la posesión, ya en 1651, de la Venus del espejo, de Velázquez (National Gallery, Londres).
Al poco tiempo de su llegada a Roma, Carpio comenzó a interesarse por aumentar su colección de pinturas, visitando personalmente los establecimientos de los anticuarios y los estudios de los artistas. En seis años, el tiempo que duró su embajada en Roma, reunió 1462 pinturas, 30 álbumes de dibujos de maestros del siglo XVI y contemporáneos, amén de un numeroso conjunto de esculturas. Por otra parte, entró en contacto con artistas, con los que mantuvo un trato muy estrecho cuando se estableció en Nápoles, como Luca Giordano y el arquitecto Philip Schor.
En Roma la actividad del marqués del Carpio no se limitó a incrementar su colección personal o la de su soberano, sino que también tuvo un perfil público. Se sabe que en la embajada organizó una Academia Platónica y contribuyó a hacer del Palazzo di Spagna un lugar de encuentro de artistas e intelectuales. En 1680, el marqués del Carpio solicitó a Carlos II la creación de una Academia Artística «de la nación española» en Roma, iniciativa que no tuvo éxito por la falta de apoyo de Madrid.
Su época romana está marcada no solo por las relaciones intelectuales anteriormente reseñadas, sino por acontecimientos como la compra de la colección del cardenal Camillo Massimi, fundamental, sobre todo, por la adquisición de esculturas y antigüedades, y la incorporación a su patrimonio de lujosos muebles, bufetes de piedras preciosas, medallas, bustos, adornos de jardín y fuentes monumentales. Sobre todas ellas destaca la que, en su momento, se consideró uno de los encargos más importantes de la Roma del Barroco, nada menos que al ya anciano Gian Lorenzo Bernini: una versión de la famosa fuente de la Piazza Navona que el artista napolitano había ideado y realizado en tiempos del papa Inocencio X.
El inventario de sus posesiones en Roma en 1682-1683, antes de su partida a Nápoles, dan una imagen de don Gaspar como coleccionista de pintura, antigüedades, medallas, alhajas y libros. Una imagen que no puede reducirse ni a su afición por la pintura del pasado, aunque en sus colecciones había, entre otras, obras atribuidas a Leonardo da Vinci, Giovanni Bellini, Giorgione, Tiziano, Tintoretto, Veronés, Bassano, Palma el Joven, Rafael, Parmigianino, Federico Barocci, y Caravaggio, sino también por las obras de su siglo desde Annibale Carracci, Velázquez, Rubens y Van Dyck a Paul Brill, Joos de Momper, Poussin, Pier Francesco Mola, Ciro Ferri y Domenichino, y que presentan a su poseedor como el típico coleccionista a gran escala del Barroco preocupado no solo por las pinturas de sus galerías madrileña o romana, sino también por el alhajamiento de las mismas con un número muy significativo de esculturas en mármol (fueran o no antiguas), bufetes, ornamentos en pórfido, etc.